# Smidtia gemina
Smidtia gemina là một loài ruồi trong họ Tachinidae.